# Dobrotin (gmina Bajina Bašta)
Dobrotin (cyr. Добротин) – wieś w Serbii, w okręgu zlatiborskim, w gminie Bajina Bašta. W 2011 roku liczyła 158 mieszkańców.